# Socorro Neri

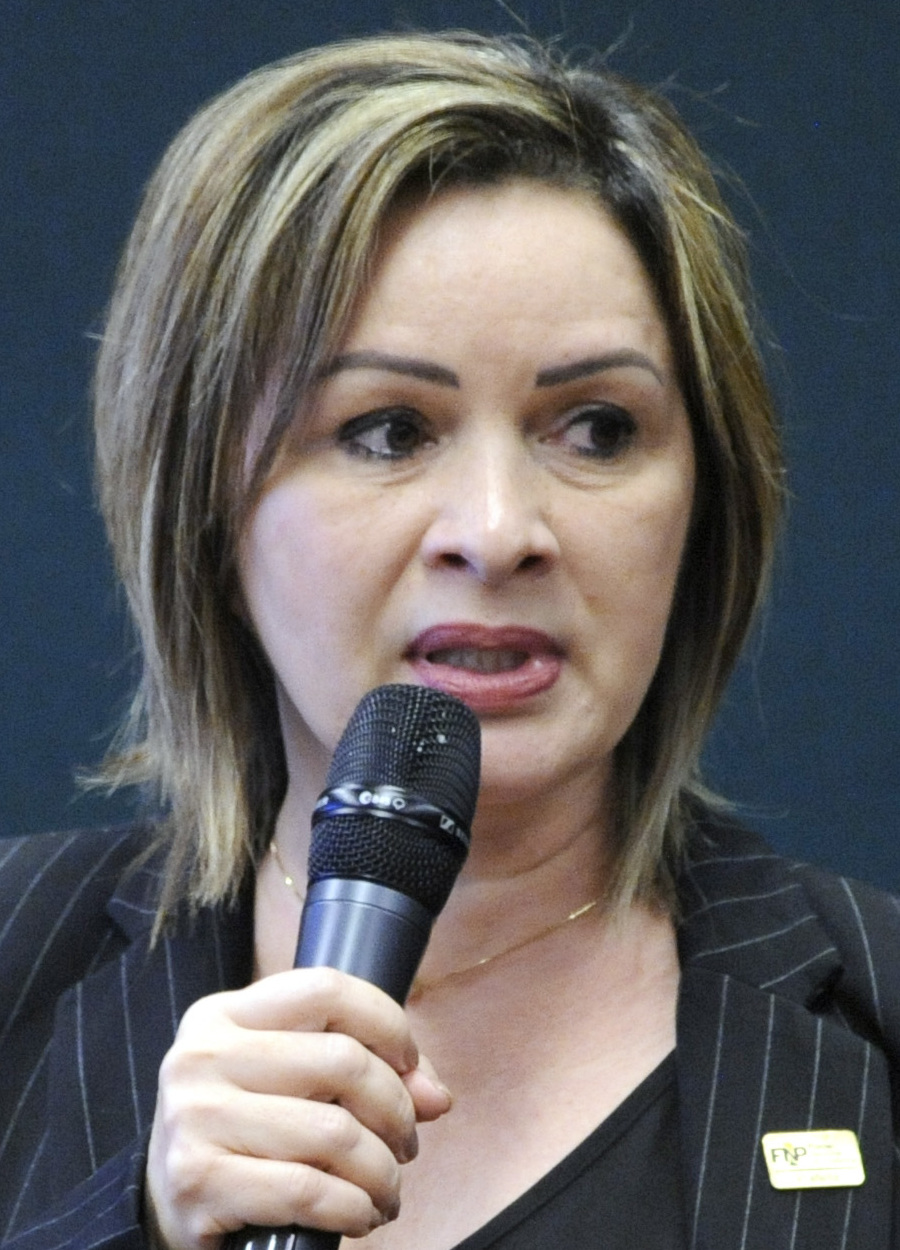
Socorro Neri (2019)

Maria do Socorro Neri Medeiros de Souza, bekannt als Socorro Neri (* 19. Mai 1966 in Tarauacá, Acre), ist eine brasilianische Pädagogin und Politikerin und seit 2022 Mitglied der Progressistas. Sie war Bürgermeisterin von Rio Branco und ist ab 2023 Bundesabgeordnete für Acre im Nationalkongress.

## Leben
Neri studierte an der Universidade Federal do Acre (UFAC) Pädagogik, erhielt den Mastertitel an der Universidade Federal do Rio de Janeiro  (UFRJ) und den Doktortitel an der Universidade Federal de Minas Gerais (UFMG). Sie war Vizekanzlerin und Pro-Rektorin für Graduiertenabschlüsse an der UFAC.

## Politische Laufbahn
Von 2005 bis 2012 war sie Mitglied des PPS, von 2012 bis 2013 des PSDB, wechselte wieder zur PPS, von 2015 bis 2016 erneut zur PSDB, trat 2016 in den Partido Socialista Brasileiro von 1985 (PSB-AC) ein und gehört seit 2022 zu den Progressistas. 
2016 stellte sie der Bürgermeisterkandidat Marcus Alexandre als Vizepräfektin auf, das Gespann gewann mit 104.311 der gültigen Stimmen (54,87 %). Alexandre entschied sich 2018 für eine Kandidatur zum Gouverneursposten, unterlag jedoch. Neri war als Stadtpräfektin nachgerückt und vom 6. April 2018 bis 1. Januar 2021 die erste Bürgermeisterin der Hauptstadt des Bundesstaates Acre. Rio Branco hatte zu der Zeit rund 413.000 Einwohner, die auf über 8835 km lebten. In ihre Amtszeit fiel auch der Beginn der COVID-19-Pandemie in Brasilien.
Bei den Kommunalwahlen in Brasilien 2020 unterlag sie Tião Bocalom von den Progressistas (PP) mit 40.250 Stimmen (22,68 %) zu 87.987 Stimmen (49,58 %), der sie am 1. Januar 2021 als Präfekt ablöste.
Sie war vom 4. Mai 2021 bis 31. März 2022 von Gouverneur Gladson Cameli zur Staatssekretärin für Erziehung, Kultur und Sport des Bundesstaates (Secretária de Estado de Educação, Cultura e Esportes do Acre) berufen worden. Sie musste dieses Amt aufgeben, da sie bei den Wahlen in Brasilien 2022 für das Amt als Bundesabgeordnete für Acre kandidierte. Sie war mit 25.842 Stimmen erfolgreich und vertritt ab 2023 ihren Heimatstaat in der Abgeordnetenkammer des Nationalkongresses.